# Alpi dell'Alta Provenza
Alpi dell'Alta Provenza (in francese Alpes-de-Haute-Provence, in provenzale Aups de Provença Auta) è un dipartimento francese della regione Provenza-Alpi-Costa Azzurra (Provence-Alpes-Côte d'Azur).
Il territorio del dipartimento confina con i dipartimenti di Alpi Marittime, Varo, Vaucluse, Drôme e Alte Alpi, oltre che con l'Italia (provincia di Cuneo in Piemonte). Comprende quattro circondari (arrondissement), 32 cantoni e 200 comuni. Le principali città, oltre al capoluogo Digne-les-Bains, sono Barcelonnette, Castellane, Forcalquier e Lauzet-Ubaye.
È stato creato dopo la rivoluzione francese, il 4 marzo del 1790, in applicazione della legge del 22 dicembre del 1789, a partire dal territorio della provincia della Provenza settentrionale. Al momento della sua creazione, il nome del dipartimento era Basses-Alpes (Basse Alpi), solo nel 1970 assunse il toponimo definitivo.

## Geografia fisica
Il territorio è nell'insieme montuoso e accidentato, con cime elevate che culminano con l'Aiguille de Chambeyron (3412 m).
La zona degli altopiani, comunque ondulati e percorsi da vallate, occupa la parte sud-occidentale del dipartimento, tra le vallate dei fiumi Bléone e Verdon. Sono compresi gli altopiani di Valensole, di Puimichel e di Forcalquier, quest'ultimo compreso tra la catena del Luberon a sud e quella di Lure a nord. La zona delle creste calcaree comprende la parte centrale del dipartimento, dove si susseguono le creste di Reynier e dei Dourbes e la Serre di Montdenier.

La zona dei massicci montuosi si articola intorno all'asse principale della catena dei Trois-Evêchés, alla quale si collegano le ripide montagne che serrano la valle dell'Ubaye (Parpaillon e Chambeyron) e più a sud i massicci di Cordoeil, di Chamatte, del Grande Coyer e della regione di Castellane. La zona delle Causses comprende il bordo superiore dell'altopiano del Var settentrionale, una formidabile formazione giurassica nella quale il fiume Verdon ha scavato una profonda gola. 

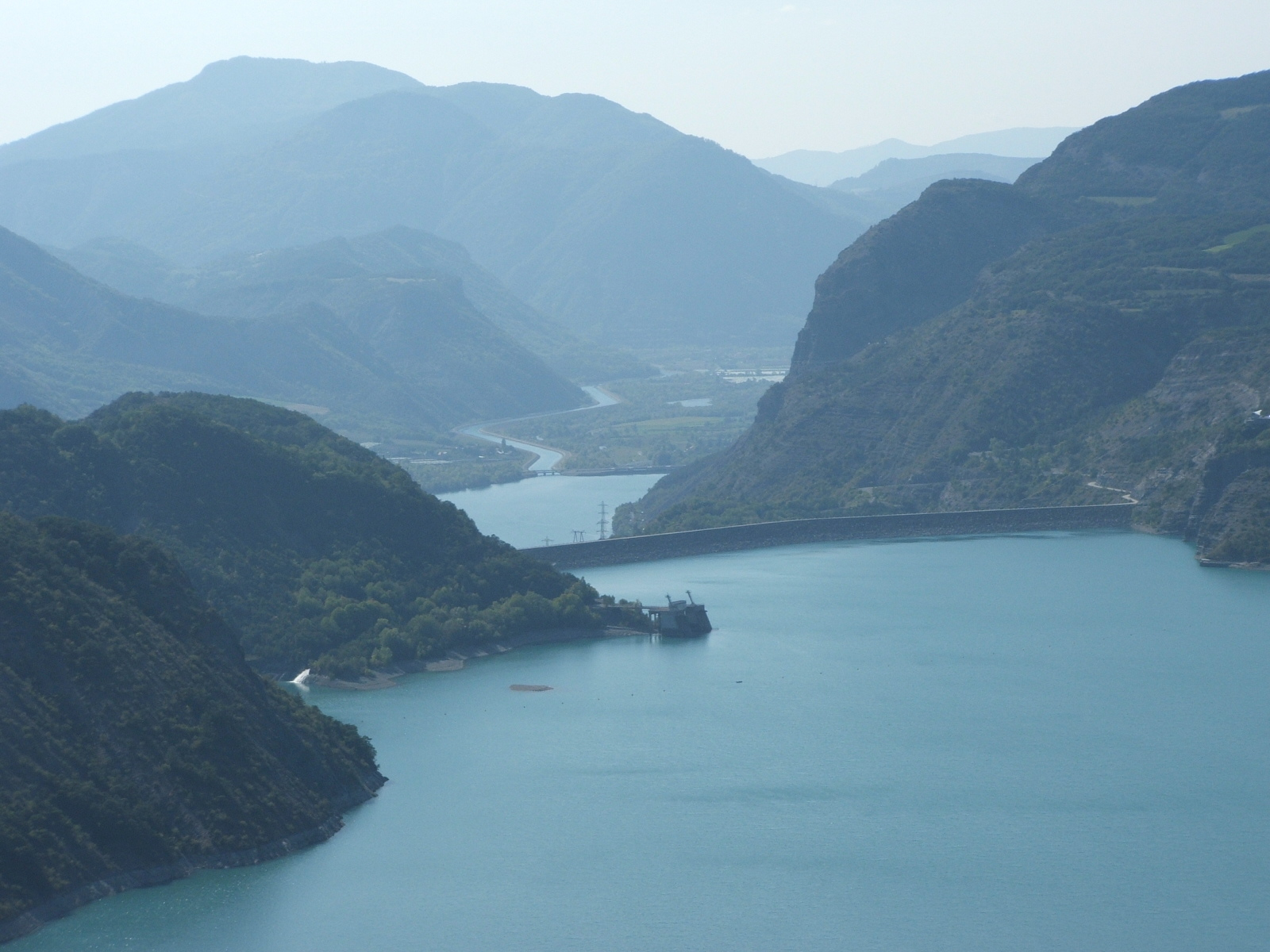
La diga sul lago di Serre-Ponçon

Il rilievo è percorso e frammentato dalle vallate dei fiumi, che appartengono tutti al bacino della Durance, di cui sono affluenti, a eccezione del Varo presente all'estremità sud orientale del dipartimento. I principali sono l'Ubaye, la SassE, la Bléone, l'Asse e il Verdon, a cui si possono aggiungere il Buëch, il Jabron, e la Largue. Sono inoltre presenti laghi naturali (lago d'Allos) o artificiali (per la costruzione delle dighe di Serre-Ponçon, Castillon, Sainte-Croix).
Ampie foreste dovute sia al rimboschimento artificiale sia a quello spontaneo in seguito all'abbandono delle campagne, coprono i rilievi.
Il clima è mediterraneo ma passa progressivamente a clima alpino verso le zone più elevate.

## Storia
Il territorio del dipartimento, che conserva resti delle culture di Hallstatt e di La Tène, era abitato dalle diverse tribù galliche degli Albici (con capitale a Albece, l'odierna Albiose, presso Riez), dei Reii (a Riez), dei Bodionti (a Digne) degli Esubiani (valle dell'Ubaye) e dei Salinensi (a Castellane), che formavano una confederazione, che fu alleata della greca Marsiglia contro Roma. Queste regioni, e in particolare le valli alpine, non venne conquistata dai Romani insieme al resto della Provenza, e neppure con le spedizioni di Giulio Cesare, ma all'epoca di Augusto, che tra il 25 e il 14 a.C. sottomise tutto l'arco alpino.
Dopo avere fatto parte dei possedimenti del regno dei Visigoti la regione fu conquistata dai Franchi nel 507 entrando a fare parte della provincia di Arles. Venne devastata tra il 569 e il 575 da Sassoni e Longobardi, sconfitti nel 572 a Estoublon. Durante il regno merovingio esistevano cinque piccole sedi vescovili (Digne, Riez, Senez, Glandèvez e Sisteron). Subì poi saccheggi e distruzioni a opera degli Arabi. Nel 974 questi furono scacciati da Guglielmo di Arles, che divenne il primo conte di Provenza, il cui territorio fu poi suddiviso tra le contee feudali di Avignone e di Arles.
In seguito si costituì inoltre la contea feudale di Forcalquier, che nel 1209 fu reintegrata alla Provenza. Alla dinastia dei Barcellona-Aragona, succedettero due dinastie angioine. Nel corso dei disordini seguiti alla morte di Giovanna I d'Angiò, nel 1382, la valle dell'Ubaye entrò a fare parte nel 1388 dei possedimenti dello stato dei Savoia. A partire da Luigi XI l'intera Provenza fu annessa alla corona di Francia e l'ultima resistenza, una rivolta scoppiata nella regione di Folcarquier, fu definitivamente repressa nel 1481.
In seguito alla forte presenza protestante nella regione, le guerre di religione francesi ebbero pesanti conseguenze, con gli assedi di Sisteron (1562), di Castellane e di Seyne (1586). Sempre nel 1586 fu qui combattuta la battaglia di Allemagne-en-Provence. Per il periodo successivo sono da segnalare un'epidemia di peste che nel 1629 colpì duramente Digne e un'altra nel 1720.
Le operazioni militari che interessarono la regione riguardarono essenzialmente il possesso della valle dell'Ubaye, contesa tra Francia e Savoia, rientrata poi definitivamente in possesso alla Francia con il trattato di Utrecht nel 1713. Durante la guerra di successione austriaca (1742-1748) l'esercito nemico occupò temporaneamente Castellane,
Durante la rivoluzione francese i maggiori episodi furono disordini scoppiati in seguito a un'aggressione a Manosque contro il vescovo di Sisteron nel 1789 e una spedizione dei Marsigliesi contro Digne nel 1793. Vi furono tuttavia episodi di brigantaggio.
Napoleone Bonaparte attraversò il territorio al suo ritorno dall'Elba nel 1815. Il colpo di Stato del 1851 provocò dei sollevamenti che furono duramente repressi. Nonostante la costruzione di infrastrutture viarie e ferroviarie che ne spezzarono l'isolamento, la regione subì dopo il 1830 una forte regressione economica e demografica, che si prolungò fino agli anni 1950.
La prima guerra mondiale causò un alto numero di caduti in particolare tra la popolazione rurale, mentre durante la seconda la regione fu occupata prima dagli Italiani e poi dai Tedeschi e ospitò nelle montagne una vivace resistenza partigiana, con combattimenti e incendi di villaggi. Dopo lo sbarco in Provenza vi furono bombardamenti a Digne, a Forcalquier e soprattutto a Sisteron e i Tedeschi resistettero nell'alta valle dell'Ubaye fino al 1945.

## Società

### Evoluzione demografica
Inizialmente, la densità della popolazione all'interno del territorio era abbastanza omogenea, anche nelle zone di montagna dove si era sviluppato un buono sfruttamento agricolo. A partire dalla metà del XIX secolo però l'effetto dell'esodo rurale ha modificato questa omogeneità riducendo drasticamente i livelli della popolazione rurale.
Dopo la prima guerra mondiale la popolazione decrebbe in maniera molto sensibile e si osservò un continuo calo della popolazione fino al 1960 quando la popolazione ricominciò a crescere, ma distribuendosi in modo disomogeneo soprattutto nelle grandi città. Soprattutto nele zone di montagna molti comuni risultano poco abitanti (in alcuni casi contano anche meno di 50 abitanti o addirittura disabitati.
Gli arrondissement di Barcelonnette e di Castellane sono i due arrondissement meno popolosi della Francia (meno di 10 000 abitanti); Castellane è la sottoprefettura francese più piccola.

## Economia
L'agricoltura è stata quasi interamente abbandonata nelle zone di media montagna a favore dell'allevamento ovino e si è concentrata sugli altopiani e nelle vallate, soprattutto quella della Durance (lavanda, verdure, mais e vite). I pascoli d'alta montagna continuano a sostenere una discreta produzione di latte.
Nonostante l'abbondanza di energia idroelettrica, e termoelettrica grazie all'uso degli inceneritori, presenti in tutta la zona l'industria è pochissimo sviluppata, con gli stabilimenti più importanti a Saint-Auban.
Il turismo rappresenta la principale risorsa economica e la regione di Castellane accoglie d'estate molti ospiti. Si sta estendendo anche il turismo legato agli SPORT ESTIVI

## Arte e cultura
Riez conserva tracce di epoca romana e un battistero del V secolo. All'arte pre-romanica o romanica primitiva appartengono la cripta della cappella di Notre-Dame de Dromon (nel comune di Saint-Geniez-de-Dromon, IX o X secolo) e le chiese di Saint-Donat e di Saint Martin di Volonne o la cripta di Vibosc (X secolo). Una notevole fioritura dell'arte romanica si ha nel XII e XIII secolo, con le cattedrali di Forcalquier (Notre-Dame-du-Bourguet), di Sisteron (Notre-Dame-de-Pommiers), di Digne (Notre-Dame-du-Bourg) e di Senez.
Il gotico, nonostante la cattedrale di Saint-Jérôme a Digne o la chiesa domenicana di la Baume-lez-Sisteron, non ha la stessa diffusione. Per il conservatorismo tipico della regione le forme romanico gotiche, mescolate a elementi più moderni, in modo a volte curioso (cattedrale di Entrevaux), si prolungano fino al XVII o XVIII secolo.
Le fortificazioni medioevali sono rappresentate in quasi tutte le città e abbondano i castelli, che spesso però non hanno una grande importanza architettonica e furono costruiti anche in epoche successive. Si possono tuttavia citare il Castello dei Templari a Gréoux-les-Bains, con un maschio del XII secolo, quelli del XVI secolo di Château-Arnoux e di Allemagne-en-Provence e infine la ricca residenza di Sauvan a Mane.
Molti villaggi e piccole città conservano un compatto centro antico, con abitazioni che risalgono al XV secolo. Sorprendono in un paese non particolarmente prospero la qualità dei lavori a stucco e di rilievo (in particolare per i caminetti) nelle decorazioni interne e la fioritura della produzione di maiolica a Moustiers-Sainte-Marie (i Clérissy, gli Olérys e i Ferrat) nel XVII e XVIII secolo, nonostante la lontananza dai centri artistici maggiori e le difficoltà di comunicazione.